# Wereldkampioenschap voetbal onder 17 - 1991
Het vierde wereldkampioenschap voetbal onder 17 werd gehouden in Italië van 16 tot en met 31 augustus 1991. Het toernooi werd voor de eerste keer gewonnen door Ghana.
Vanaf deze editie was de leeftijdgrens daadwerkelijk zeventien jaar geworden, hiervoor was het nog zestien. Dit betekende dat spelers aan deze editie mochten meedoen als ze na 1 augustus 1974 geboren waren. Het toernooi werd dus georganiseerd in Italië, maar dat was oorspronkelijk niet de bedoeling. De planning was dat Ecuador dit jaar het gastland zou zijn, maar door een cholera-uitbraak kon dit niet doorgaan.

## Gekwalificeerde landen
Er deden 16 teams uit zes confederaties mee. Teams konden zich kwalificeren via een jeugdtoernooi dat binnen elke confederatie georganiseerd werd.
| Confederatie                                   | Kwalificatietoernooi                                                                       | Gekwalificeerde landen                   |
| ---------------------------------------------- | ------------------------------------------------------------------------------------------ | ---------------------------------------- |
| AFC (Azië)                                     | Aziatisch kampioenschap voetbal onder 16 - 1990 19–29 oktober 1990                         | China Verenigde Arabische Emiraten Qatar |
| CAF (Afrika)                                   | Afrikaans kampioenschap voetbal onder 17 - 1991                                            | Ghana Soedan Congo-Brazzaville           |
| CONCACAF (Noord, Centraal-Amerika & Caribbean) | CONCACAF-kampioenschap voetbal onder 17 - 1991 Trinidad en Tobago, 24 maart – 4 april 1991 | Cuba Verenigde Staten Mexico             |
| CONMEBOL (Zuid-Amerika)                        | Zuid-Amerikaans kampioenschap voetbal onder 17 - 1991 Paraguay, 4–19 mei 1991              | Argentinië Uruguay Brazilië              |
| OFC (Oceanië)                                  | Oceanisch kampioenschap voetbal onder 17 - 1991 Nieuw-Zeeland, 13–19 januari 1991          | Australië                                |
| UEFA (Europa)                                  | Europees kampioenschap voetbal onder 16 - 1991 Zwitserland, 8–18 mei 2020                  | Italië Spanje Duitsland                  |

## Groepsfase

### Groep A
| Team             | Wed | W | G | V | DV | DT | DS | Ptn | Resultaat           |
| ---------------- | --- | - | - | - | -- | -- | -- | --- | ------------------- |
| Verenigde Staten | 3   | 3 | 0 | 0 | 5  | 1  | +4 | 6   | Naar de kwartfinale |
| Argentinië       | 3   | 1 | 1 | 1 | 2  | 2  | 0  | 3   | Naar de kwartfinale |
| Italië           | 3   | 0 | 2 | 1 | 2  | 3  | –1 | 2   |                     |
| China            | 3   | 0 | 1 | 2 | 4  | 7  | –3 | 1   |                     |

|                        |        |           |                  |                                                                                |
| 16 augustus 1991 18:00 | Italië | 0–1       | Verenigde Staten | Montecatini Terme Toeschouwers: 3.200 Scheidsrechter: Ulisses Tavares da Silva |
| 16 augustus 1991 18:00 |        | Dunne 18' |                  | Montecatini Terme Toeschouwers: 3.200 Scheidsrechter: Ulisses Tavares da Silva |

|                        |             |     |                                 |                                                          |
| 17 augustus 1991 21:00 | China       | 1–2 | Argentinië                      | Viareggio Toeschouwers: 350 Scheidsrechter: Leif Sundell |
| 17 augustus 1991 21:00 | Gao Fei 58' |     | Verón 50' Castellani 77' (pen.) | Viareggio Toeschouwers: 350 Scheidsrechter: Leif Sundell |

|                        |                           |     |                           |                                                                           |
| 20 augustus 1991 18:00 | Italië                    | 2–2 | China                     | Viareggio Toeschouwers: 1.200 Scheidsrechter: Miguel Angel Salas Castillo |
| 20 augustus 1991 18:00 | Del Piero 30' Giraldi 67' |     | Liang Yu 14' Huang Yi 73' | Viareggio Toeschouwers: 1.200 Scheidsrechter: Miguel Angel Salas Castillo |

|                        |                  |     |            |                                                                  |
| 20 augustus 1991 20:00 | Verenigde Staten | 1–0 | Argentinië | Viareggio Toeschouwers: 1.200 Scheidsrechter: Rachid Ben Khedija |
| 20 augustus 1991 20:00 | McKeon 23'       |     |            | Viareggio Toeschouwers: 1.200 Scheidsrechter: Rachid Ben Khedija |

|                        |        |     |            |                                                              |
| 22 augustus 1991 18:00 | Italië | 0–0 | Argentinië | Viareggio Toeschouwers: 2.000 Scheidsrechter: Philippe Leduc |
| 22 augustus 1991 18:00 |        |     |            | Viareggio Toeschouwers: 2.000 Scheidsrechter: Philippe Leduc |

|                        |                                   |     |             |                                                           |
| 22 augustus 1991 20:00 | Verenigde Staten                  | 3–1 | China       | Viareggio Toeschouwers: 2.000 Scheidsrechter: Nizar Watti |
| 22 augustus 1991 20:00 | Beachum 6' Montoya 37' McKeon 71' |     | Gao Fei 32' | Viareggio Toeschouwers: 2.000 Scheidsrechter: Nizar Watti |

### Groep B
| Team              | Wed | W | G | V | DV | DT | DS | Ptn | Resultaat           |
| ----------------- | --- | - | - | - | -- | -- | -- | --- | ------------------- |
| Australië         | 3   | 2 | 0 | 1 | 6  | 4  | +2 | 4   | Naar de kwartfinale |
| Qatar             | 3   | 1 | 1 | 1 | 1  | 1  | 0  | 3   | Naar de kwartfinale |
| Congo-Brazzaville | 3   | 1 | 1 | 1 | 2  | 3  | –1 | 3   |                     |
| Mexico            | 3   | 1 | 0 | 2 | 5  | 6  | –1 | 2   |                     |

|                        |                   |     |       |                                                                        |
| 17 augustus 1991 21:00 | Congo-Brazzaville | 0–0 | Qatar | Carrara Toeschouwers: 600 Scheidsrechter: Jorge Osvaldo Orellana Vimos |
| 17 augustus 1991 21:00 |                   |     |       | Carrara Toeschouwers: 600 Scheidsrechter: Jorge Osvaldo Orellana Vimos |

|                        |                                      |     |                             |                                                         |
| 18 augustus 1991 21:00 | Australië                            | 4–3 | Mexico                      | Carrara Toeschouwers: 500 Scheidsrechter: Lim Kee Chong |
| 18 augustus 1991 21:00 | Agostino 5', 28', 29' Kiratzoglu 17' |     | Garza 25' Toledano 69', 74' | Carrara Toeschouwers: 500 Scheidsrechter: Lim Kee Chong |

|                        |                   |                           |           |                                                                     |
| 20 augustus 1991 19:00 | Congo-Brazzaville | 0–2                       | Australië | Carrara Toeschouwers: 200 Scheidsrechter: Letchmanasamy Kathirveloo |
| 20 augustus 1991 19:00 |                   | Healey 63' Kiratzoglu 74' |           | Carrara Toeschouwers: 200 Scheidsrechter: Letchmanasamy Kathirveloo |

|                        |       |             |        |                                                                  |
| 20 augustus 1991 21:00 | Qatar | 0–1         | Mexico | Carrara Toeschouwers: 200 Scheidsrechter: Sabino Farina Cespedes |
| 20 augustus 1991 21:00 |       | Toledano 5' |        | Carrara Toeschouwers: 200 Scheidsrechter: Sabino Farina Cespedes |

|                        |                         |     |            |                                                              |
| 22 augustus 1991 19:00 | Congo-Brazzaville       | 2–1 | Mexico     | Carrara Toeschouwers: 400 Scheidsrechter: Mario van der Ende |
| 22 augustus 1991 19:00 | Kibiti 17' Tchicaya 31' |     | García 71' | Carrara Toeschouwers: 400 Scheidsrechter: Mario van der Ende |

|                        |               |     |           |                                                     |
| 22 augustus 1991 21:00 | Qatar         | 1–0 | Australië | Carrara Toeschouwers: 400 Scheidsrechter: Juan Bava |
| 22 augustus 1991 21:00 | Al Tamimi 76' |     |           | Carrara Toeschouwers: 400 Scheidsrechter: Juan Bava |

### Groep C
| Team                         | Wed | W | G | V | DV | DT | DS | Ptn | Resultaat           |
| ---------------------------- | --- | - | - | - | -- | -- | -- | --- | ------------------- |
| Brazilië                     | 3   | 3 | 0 | 0 | 7  | 0  | +7 | 6   | Naar de kwartfinale |
| Duitsland                    | 3   | 1 | 1 | 1 | 5  | 5  | 0  | 3   | Naar de kwartfinale |
| Soedan                       | 3   | 1 | 0 | 2 | 5  | 5  | 0  | 2   |                     |
| Verenigde Arabische Emiraten | 3   | 0 | 1 | 2 | 3  | 10 | –7 | 1   |                     |

|                        |                                               |     |                              |                                                           |
| 17 augustus 1991 21:00 | Soedan                                        | 4–1 | Verenigde Arabische Emiraten | Massa Toeschouwers: 250 Scheidsrechter: Arlington Success |
| 17 augustus 1991 21:00 | Saeed 34' Hussein 36' Ahmed 37' Elmustafa 47' |     | Mohamed 59'                  | Massa Toeschouwers: 250 Scheidsrechter: Arlington Success |

|                        |           |                       |          |                                                      |
| 18 augustus 1991 19:00 | Duitsland | 0–2                   | Brazilië | Massa Toeschouwers: 800 Scheidsrechter: Fabio Baldas |
| 18 augustus 1991 19:00 |           | Argel 18' Adriano 39' |          | Massa Toeschouwers: 800 Scheidsrechter: Fabio Baldas |

|                        |           |     |                           |                                                          |
| 20 augustus 1991 19:00 | Soedan    | 1–3 | Duitsland                 | Massa Toeschouwers: 200 Scheidsrechter: Angelo Amendolia |
| 20 augustus 1991 19:00 | Ahmed 78' |     | Sarna 48' Jaekel 62', 75' | Massa Toeschouwers: 200 Scheidsrechter: Angelo Amendolia |

|                        |                              |                                   |          |                                                      |
| 20 augustus 1991 21:00 | Verenigde Arabische Emiraten | 0–4                               | Brazilië | Massa Toeschouwers: 200 Scheidsrechter: Jan Damgaard |
| 20 augustus 1991 21:00 |                              | Yan 20' Nene 26' Adriano 58', 62' |          | Massa Toeschouwers: 200 Scheidsrechter: Jan Damgaard |

|                        |        |             |          |                                                          |
| 22 augustus 1991 19:00 | Soedan | 0–1         | Brazilië | Massa Toeschouwers: 500 Scheidsrechter: Angelo Amendolia |
| 22 augustus 1991 19:00 |        | Adriano 73' |          | Massa Toeschouwers: 500 Scheidsrechter: Angelo Amendolia |

|                        |                                   |     |                   |                                                                      |
| 22 augustus 1991 21:00 | Verenigde Arabische Emiraten      | 2–2 | Duitsland         | Massa Toeschouwers: 500 Scheidsrechter: Jorge Osvaldo Orellana Vimos |
| 22 augustus 1991 21:00 | Abdulrahman 12' (pen) Ibrahim 44' |     | Lutz 8' Sarna 51' | Massa Toeschouwers: 500 Scheidsrechter: Jorge Osvaldo Orellana Vimos |

### Groep D
| Team    | Wed | W | G | V | DV | DT | DS | Ptn | Resultaat           |
| ------- | --- | - | - | - | -- | -- | -- | --- | ------------------- |
| Spanje  | 3   | 2 | 1 | 0 | 9  | 3  | +6 | 5   | Naar de kwartfinale |
| Ghana   | 3   | 2 | 1 | 0 | 5  | 2  | +3 | 5   | Naar de kwartfinale |
| Uruguay | 3   | 1 | 0 | 2 | 1  | 3  | –2 | 2   |                     |
| Cuba    | 3   | 0 | 0 | 3 | 3  | 10 | –7 | 0   |                     |

|                        |                        |     |             |                                                             |
| 17 augustus 1991 21:00 | Ghana                  | 2–1 | Cuba        | Livorno Toeschouwers: 1.500 Scheidsrechter: Omar Al Mehanna |
| 17 augustus 1991 21:00 | Lamptey 8', 51' (Pen.) |     | Sánchez 26' | Livorno Toeschouwers: 1.500 Scheidsrechter: Omar Al Mehanna |

|                        |         |          |        |                                                         |
| 18 augustus 1991 21:00 | Uruguay | 0–1      | Spanje | Livorno Toeschouwers: 1.400 Scheidsrechter: Nizar Watti |
| 18 augustus 1991 21:00 |         | Dani 64' |        | Livorno Toeschouwers: 1.400 Scheidsrechter: Nizar Watti |

|                        |                       |     |         |                                                          |
| 20 augustus 1991 19:00 | Ghana                 | 2–0 | Uruguay | Livorno Toeschouwers: 1.300 Scheidsrechter: Errol Forbes |
| 20 augustus 1991 19:00 | Gargo 36' Lamptey 52' |     |         | Livorno Toeschouwers: 1.300 Scheidsrechter: Errol Forbes |

|                        |                          |     |                                                                                   |                                                          |
| 20 augustus 1991 21:00 | Cuba                     | 2–7 | Spanje                                                                            | Livorno Toeschouwers: 1.300 Scheidsrechter: Fabio Baldas |
| 20 augustus 1991 21:00 | Marten 56' Casamayor 66' |     | Robaina 5', 23' Emilio Carrasco 13' Murgui 43' Velasco 52' Palacios 58' Ramón 74' | Livorno Toeschouwers: 1.300 Scheidsrechter: Fabio Baldas |

|                        |           |     |            |                                                                      |
| 22 augustus 1991 19:00 | Ghana     | 1–1 | Spanje     | Livorno Toeschouwers: 1.300 Scheidsrechter: Ulisses Tavares da Silva |
| 22 augustus 1991 19:00 | Opoku 42' |     | Gálvez 62' | Livorno Toeschouwers: 1.300 Scheidsrechter: Ulisses Tavares da Silva |

|                        |      |           |         |                                                           |
| 22 augustus 1991 21:00 | Cuba | 0–1       | Uruguay | Livorno Toeschouwers: 1.300 Scheidsrechter: Lim Kee Chong |
| 22 augustus 1991 21:00 |      | López 72' |         | Livorno Toeschouwers: 1.300 Scheidsrechter: Lim Kee Chong |

## Knock-outfase
|  | kwartfinale                     | kwartfinale         |                         |       | halve finale              | halve finale              |       |  | finale | finale |
|  |                                 |                     |                         |       |                           |                           |       |  |        |        |
|  | 25 augustus – Carrara           |                     |                         |       |                           |                           |       |  |        |        |
|  |                                 |                     |                         |       |                           |                           |       |  |        |        |
|  | Ghana                           | 2                   |                         |       |                           |                           |       |  |        |        |
|  | Ghana                           | 2                   | 28 augustus – Viareggio |       |                           |                           |       |  |        |        |
|  | Brazilië                        | 1                   |                         |       |                           |                           |       |  |        |        |
|  | Brazilië                        | 1                   | Ghana                   | 0 (4) |                           |                           |       |  |        |        |
|  | 25 augustus – Montecatini Terme |                     | Ghana                   | 0 (4) |                           |                           |       |  |        |        |
|  |                                 | Qatar               | 0 (2)                   |       |                           |                           |       |  |        |        |
|  | Verenigde Staten                | Qatar               | 0 (2)                   | 1 (4) |                           |                           |       |  |        |        |
|  | Verenigde Staten                |                     | 31 augustus – Florence  | 1 (4) |                           |                           |       |  |        |        |
|  | QAT                             | 1 (5)               |                         |       |                           |                           |       |  |        |        |
|  | QAT                             | 1 (5)               | Ghana                   | 1     |                           |                           |       |  |        |        |
|  | 25 augustus – Viareggio         |                     | Ghana                   | 1     |                           |                           |       |  |        |        |
|  |                                 | Spanje              | 0                       |       |                           |                           |       |  |        |        |
|  | Argentinië                      | Spanje              | 0                       | 2     |                           |                           |       |  |        |        |
|  | Argentinië                      | 28 augustus – Massa |                         | 2     |                           |                           |       |  |        |        |
|  | Australië                       | 1                   |                         |       |                           |                           |       |  |        |        |
|  | Australië                       | 1                   | Argentinië              | 0     | derde plaats              | derde plaats              |       |  |        |        |
|  | 25 augustus – Livorno           |                     | Argentinië              | 0     | derde plaats              | derde plaats              |       |  |        |        |
|  |                                 | Spanje              | 1                       |       | 30 augustus – Montecatini | 30 augustus – Montecatini |       |  |        |        |
|  | Duitsland                       | Spanje              | 1                       | 1     | 30 augustus – Montecatini | 30 augustus – Montecatini |       |  |        |        |
|  | Duitsland                       |                     |                         |       |                           | Qatar                     | 1 (1) |  |        |        |
|  | Spanje                          | 3                   |                         |       |                           | Qatar                     | 1 (1) |  |        |        |
|  | Spanje                          | 3                   | Argentinië              | 1 (4) |                           |                           |       |  |        |        |
|  |                                 |                     | Argentinië              | 1 (4) |                           |                           |       |  |        |        |

### Kwartfinales
|                        |                  |            |        |                                                                                    |
| 25 augustus 1991 18:00 | Verenigde Staten | 1–1 (n.v.) | Qatar  | Montecatini Terme Toeschouwers: 2.000 Scheidsrechter: Jorge Osvaldo Orellana Vimos |
| 25 augustus 1991 18:00 | Kelly 3'         |            | Bu 14' | Montecatini Terme Toeschouwers: 2.000 Scheidsrechter: Jorge Osvaldo Orellana Vimos |
| 25 augustus 1991 18:00 | Strafschoppen    |            |        | Montecatini Terme Toeschouwers: 2.000 Scheidsrechter: Jorge Osvaldo Orellana Vimos |
| 25 augustus 1991 18:00 | 4–5              |            |        | Montecatini Terme Toeschouwers: 2.000 Scheidsrechter: Jorge Osvaldo Orellana Vimos |

|                        |                       |     |                   |                                                            |
| 25 augustus 1991 21:00 | Australië             | 1–2 | Argentinië        | Viareggio Toeschouwers: 1.100 Scheidsrechter: Fabio Valdas |
| 25 augustus 1991 21:00 | Azconzobal 75' (e.d.) |     | Comelles 29', 55' | Viareggio Toeschouwers: 1.100 Scheidsrechter: Fabio Valdas |

|                        |             |     |                       |                                                          |
| 25 augustus 1991 21:00 | Brazilië    | 1–2 | Ghana                 | Carrara Toeschouwers: 1.200 Scheidsrechter: Leif Sundell |
| 25 augustus 1991 21:00 | Leandro 42' |     | Lamptey 36' Gargo 58' | Carrara Toeschouwers: 1.200 Scheidsrechter: Leif Sundell |

|                        |                                   |     |            |                                                         |
| 25 augustus 1991 21:00 | Spanje                            | 3–1 | Duitsland  | Livorno Toeschouwers: 1.100 Scheidsrechter: Nizar Watti |
| 25 augustus 1991 21:00 | Murgui 59' Robaina 72' Josemi 80' |     | Babatz 15' | Livorno Toeschouwers: 1.100 Scheidsrechter: Nizar Watti |

### Halve finales
|                        |               |            |       |                                                            |
| 28 augustus 1991 18:00 | Qatar         | 0–0 (n.v.) | Ghana | Viareggio Toeschouwers: 1.200 Scheidsrechter: Fabio Baldas |
| 28 augustus 1991 18:00 |               |            |       | Viareggio Toeschouwers: 1.200 Scheidsrechter: Fabio Baldas |
| 28 augustus 1991 18:00 | Strafschoppen |            |       | Viareggio Toeschouwers: 1.200 Scheidsrechter: Fabio Baldas |
| 28 augustus 1991 18:00 | 2–4           |            |       | Viareggio Toeschouwers: 1.200 Scheidsrechter: Fabio Baldas |

|                        |            |            |        |                                                        |
| augustus 28 1991 21:00 | Argentinië | 0–1        | Spanje | Massa Toeschouwers: 1.100 Scheidsrechter: Jan Damgaard |
| augustus 28 1991 21:00 |            | Murgui 22' |        | Massa Toeschouwers: 1.100 Scheidsrechter: Jan Damgaard |

### Troostfinale
|                        |               |            |              |                                                                          |
| 30 augustus 1991 18:00 | Qatar         | 1–1 (n.v.) | Argentinië   | Montecatini Terme Toeschouwers: 1.500 Scheidsrechter: Mario van der Ende |
| 30 augustus 1991 18:00 | Al Bedaid 60' |            | Akselman 80' | Montecatini Terme Toeschouwers: 1.500 Scheidsrechter: Mario van der Ende |
| 30 augustus 1991 18:00 | Strafschoppen |            |              | Montecatini Terme Toeschouwers: 1.500 Scheidsrechter: Mario van der Ende |
| 30 augustus 1991 18:00 | 1–4           |            |              | Montecatini Terme Toeschouwers: 1.500 Scheidsrechter: Mario van der Ende |

### Finale
|                        |          |     |        |                                                           |
| 31 augustus 1991 18:00 | Ghana    | 1–0 | Spanje | Florence Toeschouwers: 5.000 Scheidsrechter: Leif Sundell |
| 31 augustus 1991 18:00 | Duah 77' |     |        | Florence Toeschouwers: 5.000 Scheidsrechter: Leif Sundell |